# 市之川鉱山
市之川鉱山（いちのかわこうざん）は、愛媛県西条市市之川にある、かつては国内最大級といわれた輝安鉱鉱山（現在は閉山）である。主にアンチモンを採掘していた。
高品質の輝安鉱が採れた事で世界的に有名。

## 歴史
市之川鉱山がいつ頃発見されたかは定かではなく、延宝7年（1679年）に曽我部親信が発見し『市之川鉱山沿革誌』にまとめたのが市之川鉱山の発見といわれているが、それよりも遥か以前、文武天皇2年（698年）に朝廷に対して伊予国から白目（白錫、白鑞と記すこともある）が献上された事が『続日本紀』に記されている。現在、白目というのはアンチモンを主成分としヒ素を含む鉱物を意味し（しかし輝安鉱自体はヒ素を含んではいない）、献上されたものが市之川鉱山産の輝安鉱ではないかという説もある。この説が正しければ「市之川鉱山は国内最古の鉱山のひとつ」ということになる。
江戸時代、天保12年（1841年）～明治4年（1871年）の間は小松藩によって経営された。その後、廃藩置県の影響を受けて経営は小松藩から石鉄県へ移った。
明治7年（1874年）に組合事業となる。
明治13年（1880年）に藤田組が投資。
明治17年（1884年）に工部省は実地検査のうえで借区願いの没収処置を決定し、愛媛県直轄鉱山となった。その後、愛媛県からの用達で藤田組直営としたが、明治22年（1889年）に県は藤田組の請負を一方的に解消した。
明治26年（1893年）には市之川鉱山株式会社が設立される。この頃、明治27年（1894年）の日清戦争や明治37年（1904年）の日露戦争、大正3年（1914年）の第一次世界大戦の頃にアンチモンの需要が拡大し鉱山は最盛期を迎えることとなる。しかし、その時期以外は不況で休山が目立ち、昭和に入るとますます不況に陥っていった。
昭和21年（1946年）井華鉱業（現住友金属鉱山）の所有となったが、翌年休山した。
昭和26年（1951年）に事業を再開。
昭和30年（1955年）頃にはボーリング採鉱を行ったが、採算上の問題等により、昭和32年（1957年）5月休山（事実上の閉山）。

## 地質
市之川鉱山は周辺を東西に貫く中央構造線の南側、三波川変成帯（結晶片岩）や市之川レキ岩中に幾つかの熱水鉱床が通っており、中の石英脈中にできる「ガマ」と呼ばれる隙間の中に輝安鉱の結晶が形成される。一般にはガマを輝安鉱が満たして塊状となるが、ときどききれいな結晶で見つかった。

## 市之川産輝安鉱
市之川鉱山産の輝安鉱は他に比べて大きく、日本刀のような美しい結晶であることからロンドンの大英博物館（自然史）やワシントンD.C.のスミソニアン博物館をはじめ世界各国の有名な博物館や大学で展示されておりオーストラリアタスマニア産紅鉛鉱と共に世界随一の有名美晶と崇められている。
明治初期には長さ60cm重さ7kgもの巨大結晶も取れた。ただし、採掘現場では盗難を恐れて、ハンマーで叩き折られてから坑外に出荷された事もあったという。